# Estádio Municipal de Braga
Het Estadio Municipal de Braga (Gemeentelijk Stadion van Braga) is een voetbalstadion in de Portugese stad Braga. Het stadion heeft een capaciteit van 30.286 zitplaatsen en werd ontworpen door Eduardo Souto de Moura.
Het stadion is gebouwd voor het Europees kampioenschap voetbal 2004. Het Nederlands voetbalelftal heeft tijdens het EK één wedstrijd hier gespeeld, dat was in de groepsfase tegen Letland. Het bijzondere aan het stadion is dat achter de doelen geen tribunes zijn, maar een grote rotswand aan de ene kant en aan de andere kant een heuvel. Sporting Clube de Braga (S.C. Braga), die speelt in de SuperLiga, is de vaste bespeler van dit stadion. De club betaalt maandelijks € 500 voor de huur van het stadion.